# Вашкевич Григорій Станіславович
Григо́рій Станісла́вович Вашке́вич  — (*1837 — †1923) — український філолог, співробітник журналу «Киевская старина» та інших видань. Приятель М. Лазаревського, Миколи Костомарова, Миколи Віталійовича Лисенка.

## Біографія
Григорій Станіславович народився поблизу хутора Шумське, що недалеко від міста Ромни в поміщицькій сім'ї. Його батько працював у Ромнах на адміністративній посаді. Закінчив роменську 8-класну гімназію, а у 1856 році починає навчатися на історико-філологічному факультеті Петербурзького університету.
Ймовірно, разом з Д. Каменецьким правив коректуру «Кобзаря» Тараса Шевченка 1860 року видання. 
З Миколою Костомаровим підготував за рукописами поета, друкованими текстами і списками «Кобзар», який вийшов у Петербурзі 1867 року і був набагато повнішим за останній прижиттєвий «Кобзар» (СПб, 1860).
В архіві Вашкевича збереглися автографи творів Тараса Шевченка («Гамалія», «Тарасова ніч», «Марку Вовчку» та інші), його лист до Д. Каменецького, Шевченків офорт «Старець на кладовищі», фотографії та копія посмертної маски поета, які на 1914 рік Вашкевич передав Українському науковому товариству в Києві. Два портрети поета Вашкевич переслав до Воронежа (не знайдені). В 1911 році брав участь у організації шевченківської ювілейної виставки в Києві.